# 沖縄県酒造協同組合
沖縄県酒造協同組合（おきなわけんしゅぞうきょうどうくみあい）は沖縄県の泡盛酒造所が共同設立した団体。沖縄県内の泡盛メーカーの原料米の共同購買などを目的として1976年に設立された。
沖縄県の酒税の保全及び酒類業組合等に関する法律（酒造組合法）に基づく酒造組合である沖縄県酒造組合とは別組織である（ただし事務所の所在地は同一である）。

## 概要
組合員の酒造所が製造した泡盛を仕入れ「古酒」の基準を満たすよう長期貯蔵して移出する事業のほか、原料米やその他の資材の共同購買事業を行う。1976年9月に沖縄県内すべての泡盛製造業者が参加して設立され、同年11月に事業を開始した。

## 沿革
- 1976年（昭和51年）11月 - 那覇市前島で事業開始[3]
- 1978年（昭和53年）
  - 5月 - 那覇市港町へ事務所移転[3]
  - 6月 - 泡盛をイタリアへ初輸出[3]
- 1999年（平成11年）11月 - 大蔵大臣表彰[3]

## 主な銘柄
- 紺碧[3]
- 海乃邦[3]
- 南風[3]

## 所在地
- 沖縄県那覇市港町2-8-9

1987年（昭和62年）4月に構内に坂口謹一郎の「君知るや名酒泡盛」の石碑が建立された。